# لمورهای کوتوله
لمورهای کوتوله اعضای تیرهٔ کوتوله‌لموریان (نام علمی: Cheirogaleidae) از راسته نخستی‌سانان هستند که تنها در جزیره ماداگاسکار زندگی می‌کنند.

## ویژگی‌ها
لمورهای کوتوله کوچکترین نخستی‌های موجود و تنها نخستی‌هایی هستند که خواب تابستانی دارند. در فصل‌های گرم سال در ماداگاسکار، غذا کمیاب می‌شود و خفتگی برای آن‌ها عاملی برای مقابله با این کمبود غذایی به شمار می‌رود. در ماه‌های منتهی به خواب تابستانی، لمورهای کوتوله غذای زیادی می‌خورند و وزن خود را تا ۴۰ درصد بالاتر از وزن عادیشان می‌رسانند. لمورهای کوتوله دم‌کلفت این اضافه چربی را در دم خود ذخیره می‌کنند به گونه‌ای که دمشان همانند سوسیسی بزرگ دیده می‌شود. البته این قاعده استثناهایی نیز همچون اعضای تیره لمورهای موشی بزرگ دارد که به دلیل زندگی در مناطقی که کمتر از تغییرات آب و هوایی شدید در تابستان تاثیر می‌پذیرند، نیازی به خواب تابستانی ندارند.
رژیم غذایی اعضای این تیره را بیشتر گل‌ها، میوه‌ها، و حشرات تشکیل می‌دهند. به دلیل تغذیه بسیار آن‌ها از گل‌ها و میوه‌ها، لمورهای کوتوله نقش مهمی در بوم‌سازگان ماداگاسکار و پخش و بارورسازی درختانش دارند. شیره درختان و مهره‌داران ریز نیز از جمله دیگر مواد مصرفی این گروهاز نخستی‌ها هستند.

## طبقه‌بندی
اعضای تیره لمورهای کوتوله به شرح زیر هستند:
- فروراسته لمورسانان
  - خانواده Cheirogaleidae
    - سرده Cheirogaleus: لمورهای کوتوله
      - گروه C. medius
        - لمور کوتوله دم‌کلفت، Cheirogaleus medius

      - گروه C. major
        - لمور کوتوله لاوواسا، Cheirogaleus lavasoensis
        - لمور کوتوله بزرگ، Cheirogaleus major
        - لمور کوتوله گوش‌پشمالو، Cheirogaleus crossleyi
        - لمور کوتوله خاکستری کوچک، Cheirogaleus minusculus
        - لمور کوتوله سیبری، Cheirogaleus sibreei

    - سرده Microcebus: لمورهای موشی
      - لمور موشی خاکستری، Microcebus murinus
      - لمور موشی قرمز-خاکستری، Microcebus griseorufus
      - لمور موشی قهوه‌ای-طلایی، Microcebus ravelobensis
      - لمور موشی حنایی شمالی، Microcebus tavaratra
      - لمور موشی سامبیرانو، Microcebus sambiranensis
      - لمور موشی سایمون، Microcebus simmonsi
      - لمور موشی کوتوله، Microcebus myoxinus
      - لمور موشی قهوه‌ای، Microcebus rufus
      - لمور موشی مادام برت، Microcebus berthae
      - لمور موشی گودمن، Microcebus lehilahytsara
      - لمور موشی جالی، Microcebus jollyae
      - لمور موشی مک‌آرتور، Microcebus macarthurii
      - لمور موشی میترمایر، Microcebus mittermeieri
      - لمور موشی کلیر، Microcebus mamiratra
      - لمور موشی بونگولاوا، Microcebus bongolavensis
      - لمور موشی دنفاس، Microcebus danfossi
      - لمور موشی آرنولد، Microcebus arnholdi
      - لمور موشی مارگو مارش، Microcebus margotmarshae
      - لمور موشی گرپ، لمور موشی گرپ
      - لمور موشی آنوسی، Microcebus tanosi[۳][۴]
      - لمور موشی ماروهیتا، Microcebus marohita[۳][۴]

    - سرده Mirza: لمورهای موشی بزرگ
      - لمور موشی بزرگ کاکرل، Mirza coquereli
      - لمور موشی بزرگ شمالی، Mirza zaza

    - سرده Allocebus
      - لمور موشی گوش‌پشمالو، Allocebus trichotis

    - سرده Phaner: لمورهای چنگال‌نشان
      - لمور چنگال‌نشان ماسوالا، Phaner furcifer
      - لمور چنگال‌نشان کم‌رنگ، Phaner pallescens
      - لمور چنگال‌نشان پرینت، Phaner parienti
      - لمور چنگال‌نشان کوه امبر، Phaner electromontis